# ヒグマ

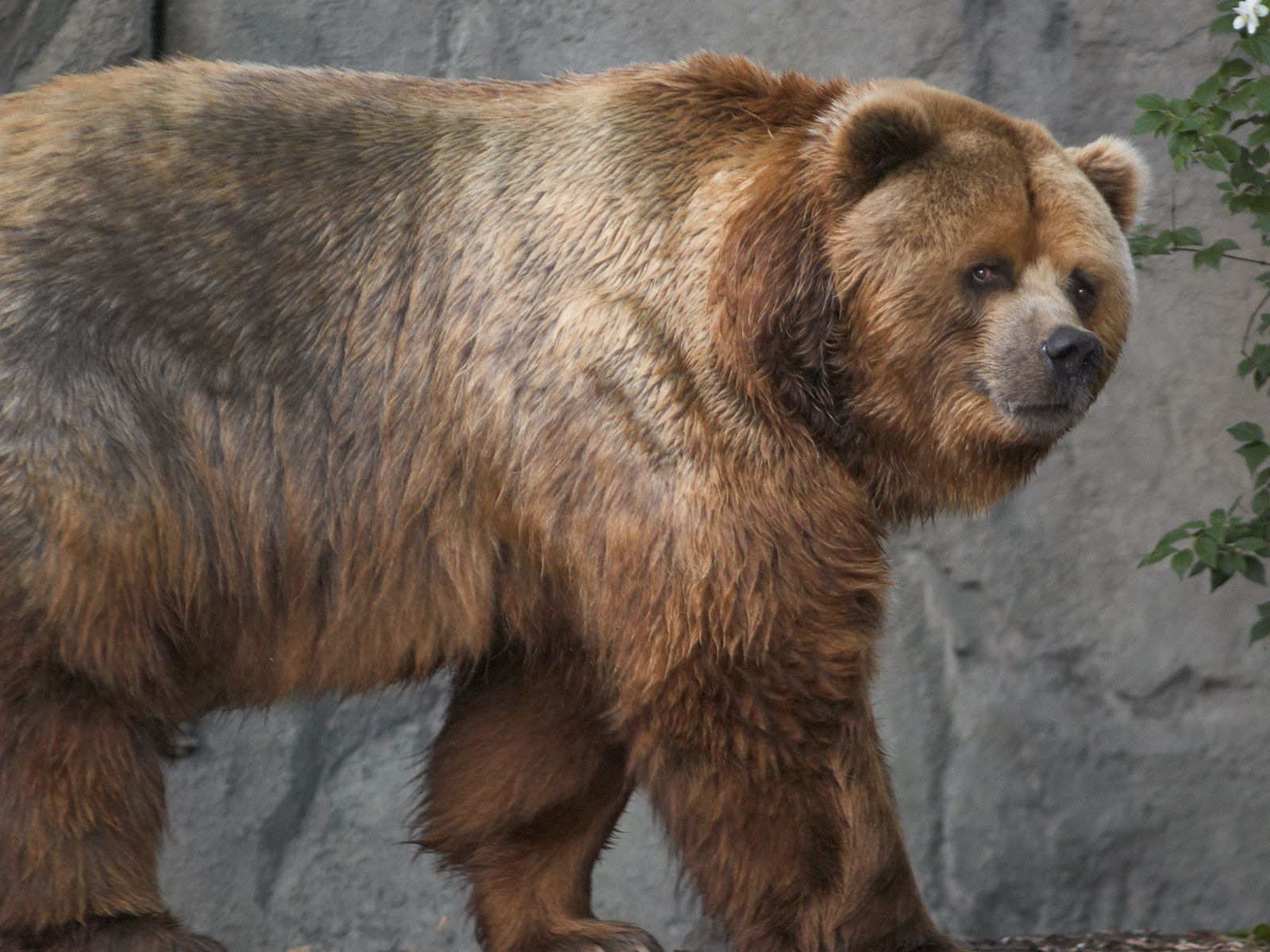
巨大なコディアックヒグマ

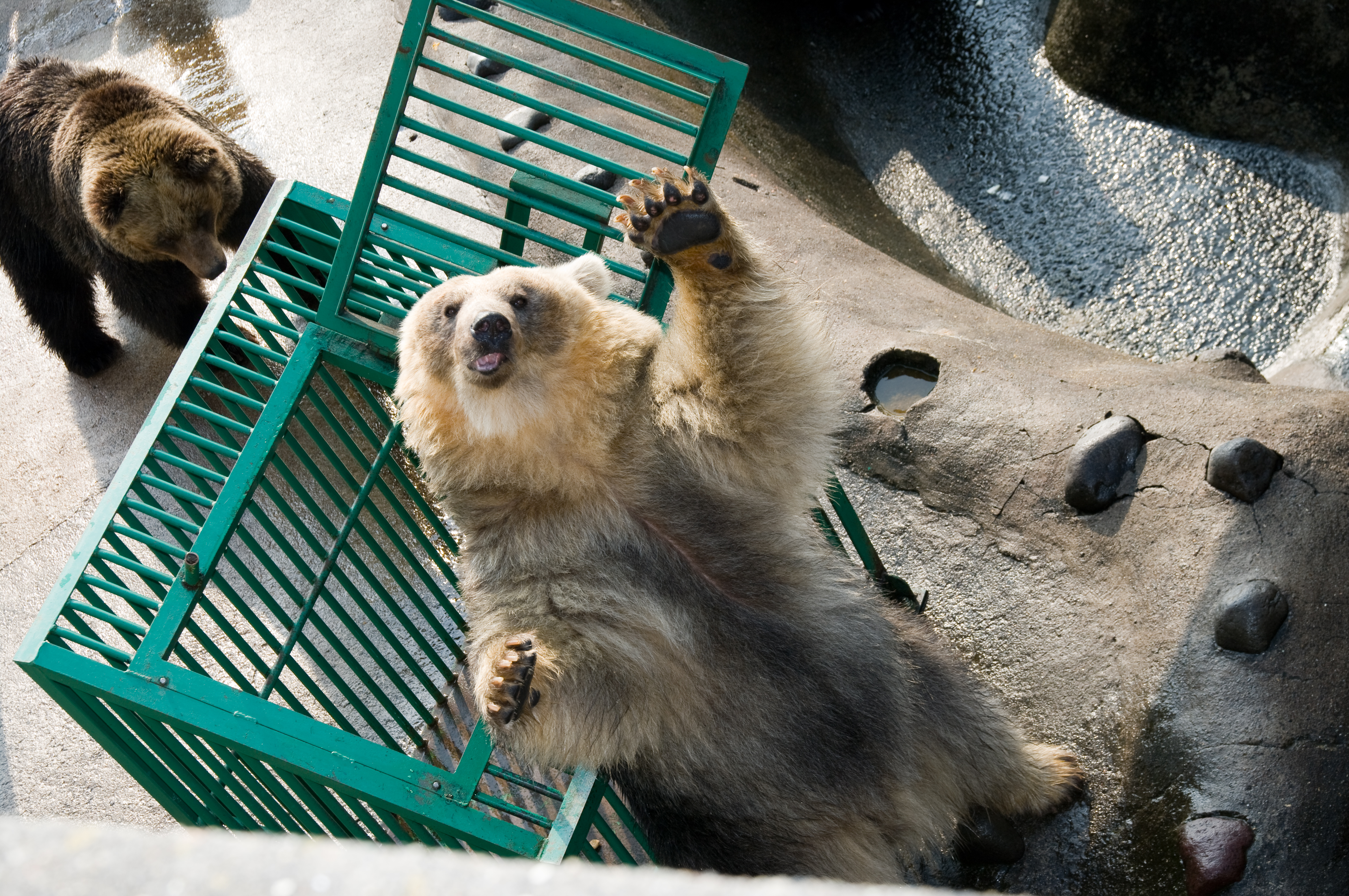
白い毛のエゾヒグマ。俗に「袈裟掛け」（けさがけ）という。

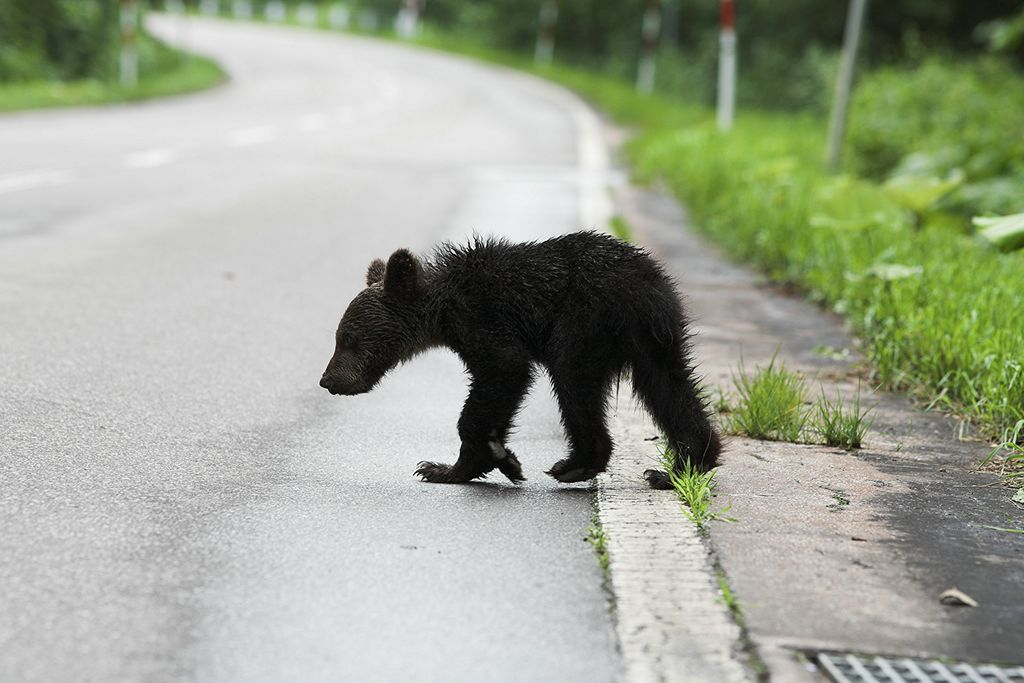
道路を渡るヒグマの仔（北海道）

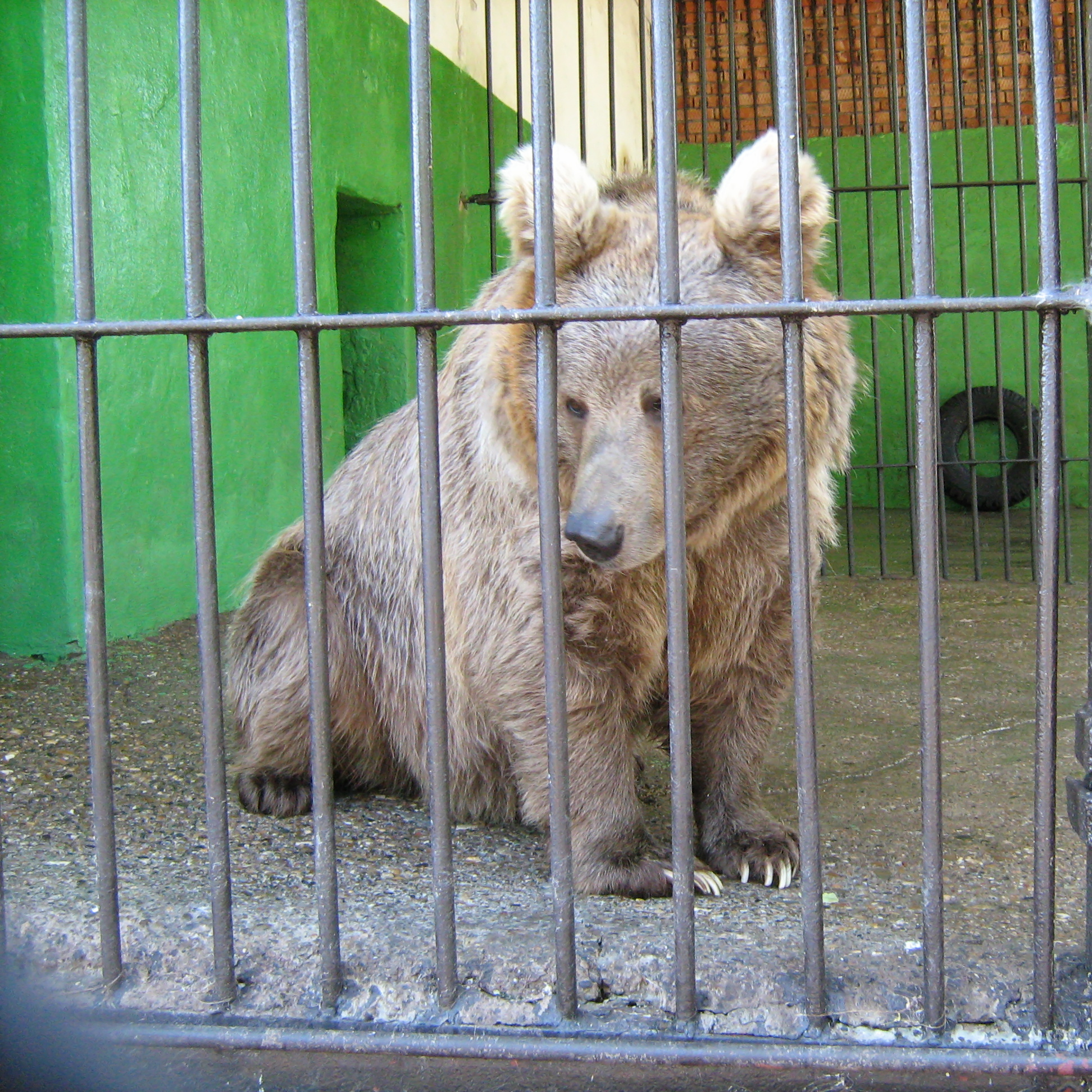
ヒマラヤヒグマ

ヒグマ（羆、緋熊、樋熊、学名：Ursus arctos）は、クマ科に属する哺乳類である。ホッキョクグマと並びクマ科では最大の体長を誇る。また、日本に生息する陸棲哺乳類（草食獣を含む）でも最大の種である。
学名Ursus arctos（ウルスス・アルクトス）のUrsus はラテン語でクマ、arctosはギリシャ語でクマを意味するἄρκτοςをラテン文字化したものである。

## 分布
ヨーロッパからアジアにかけてのユーラシア大陸と北アメリカ大陸、北海道に幅広く生息している。その生息地は温帯からツンドラ気候の地域（北極海沿岸など）にまで及ぶ。現存するクマ属の中では最も広く分布する。
亜寒帯・冷温帯などに生息するイメージが強いとされ実際にその傾向があるが、生息域は過去には地中海沿岸やメキシコ湾岸など温暖な地域にまで及んでいて、人間による開発や乱獲によって減少し、人口密度の低い北方に生息するようになったとされる。個体群や亜種の絶滅は過去150年間に集中し、アラスカを除く北米大陸と西欧で著しい。
日本列島では後期更新世まで、本州にも生息していた。

## 分類

### 亜種
基亜種はユーラシアヒグマ (U. a. arctos)。ヨーロッパヒグマともいう。ヨーロッパから西シベリアにかけて生息するが、主要な生息域はロシアである。イギリスで絶滅など、ロシア以外の多くの国では個体数が激減している。
他に、
- 北アメリカ北西部に生息するハイイログマ（グリズリー、U. a. horribilis）
- アラスカに生息するコディアックヒグマ（Kodiac Bear U. a. middendorffi）
- 北海道に生息するエゾヒグマ（U. a. yesoensis, U. a. ferox Temminck, 1844, or U. a. lasiotus Gray, 1867）
- ヒマラヤ山脈周辺に生息しているヒマラヤヒグマ（en:Himalayan brown bear）

など、計15程度の亜種がある。
絶滅した亜種としては、メキシコハイイログマ（U. a. nelsoni）、カリフォルニアハイイログマ（U. a. californicus）、19世紀のアフリカ大陸北部の地中海沿いのアトラス山脈周辺に生息したアトラスヒグマ（U. a. crowtheri）、20世紀初頭には最大級の体躯を誇っていたカムチャッカオオヒグマ（U. a. piscator）という亜種がいた。

### エゾヒグマ
日本では、エゾヒグマが北海道に生息する。
2009年10月には国後島で白い個体の撮影に成功しており、同島に生息する推定300頭の1割が白色個体とみられ引き続き調査が行われている。2012年の夏には北海道西興部村でもアルビノと見られる個体が目撃されている。

### 雑種
ホッキョクグマはヒグマの近縁種であり、生殖的隔離が存在しない。通常北極圏ではヒグマは陸、ホッキョクグマは海と生息域がことなり混血の機会はないが、自然環境でも両者の混血の発生事例が報告されており、地球温暖化の影響が懸念されている。

## 形態
オスの成獣で体長2.0 - 2.8mで体重は250 - 500kg程度に達する。メスは一回り小さく体長1.8 - 2.2mで体重は100-300kgほど。がっしりとした頑丈な体格を誇り、頭骨が大きく肩も瘤のように盛り上がっている。
個体群によって体毛の毛色に差異が見られる場合があり、たとえば千島列島には部分的に白や銀に変色した体毛を持つ個体が散見され、ごく稀に北海道でもその様な事例がある。この現象の厳密な原因は不明だが、各個体群が受け継いでいる染色体の中の遺伝子座が作用している可能性がある。また、千島列島における白や銀の体毛を持つ個体は、通常の個体よりも狂暴性が低い傾向があるという意見も存在する。
ヒグマは栄養状態によって生じる個体差が顕著で、溯上するサケ・マス類を豊富に食べられる環境にいるヒグマは大きい。中でも有名なのが、アラスカ沿岸のコディアック島、南西部のカトマイ国立公園と、極東ロシアのカムチャツカ半島に生息するヒグマで、共に500kg以上の個体が記録されている。野生のヒグマで最大の記録はコディアック島で捕らえられた個体で1,134kg（2,500ポンド）以上。エゾヒグマでも、1980年に羽幌町で射殺された体重450kgの通称「北海太郎」や、1982年に古多糠の牧場で子牛3頭を襲った500kgの雄（6歳）、2007年11月にえりも町の猿留川さけ・ます孵化場の箱罠にかかった推定年齢17歳・520kgのオスなど大型の個体もおり、近年大型化しているとの指摘もある。このます孵化場の箱罠では、300kgの個体も捕獲されている。三毛別羆事件を引き起こした通称「袈裟懸け」は340kgであった。

## 生態
針葉樹林を中心とした森林地帯に生息する。
食性は雑食だが、同じクマ科のツキノワグマに比べると肉食の傾向が大きい。シカやイノシシ、ネズミなどの大小哺乳類、サケやマスなどの魚類、果実などを主に食べる。トラやオオカミなどの他の肉食獣が殺した獲物を盗むことも近年の研究で明らかとなった。家畜はヒグマにとって格好の獲物ではあり襲撃も増加している。まれに人を捕食することもあり、一度でも人を食べたヒグマは人間を襲う傾向があるため、極めて危険である。また自分が捕獲した獲物に対して強い執着心を示すため、ヒグマに奪われた物を取り返す行為は危険である。地上を走行する時の最高時速は48kmである。
川を遡上するサケを待ち伏せして捕食することも有名である。ただし、ヒグマの栄養源のうちサケが占める割合は北米沿岸部の個体群では栄養源全体の30%以上であるのに対し、知床半島に生息するヒグマでは栄養源全体の5%にすぎなくなっているとされ、遡上減による生態系への影響が懸念されている。
冬季には巣穴で冬眠をする。冬眠中には脈拍、呼吸数が大幅に減少する。この間（通常2月）に出産するが、出産したばかりの子供の体は非常に小さい。冬眠しない個体もあり、人を襲う場合もある。
成獣にはトラが天敵となる。シベリアでは生息域が重なるためトラとは敵対関係にある。
トラとヒグマが遭遇し対立した44の事例の内、これらの22例でヒグマが殺され、12例でトラが殺され、10例で互いに生き残り別れた。ロシアから中国の太平溝自然保護区にトラが入って来た時、この地域でのヒグマの出没頻度が著しく減少したという報告がある。
イノシシ、ロバ等の家畜、ワピチ、ヘラジカ、アメリカバイソン等の中・大型の動物はヒグマの成獣を殺すことがあり、健康で成熟した大型種（ワピチの雄、ヘラジカ、アメリカバイソン）はヒグマの捕食対象になることは無い。

## 人間との関わり

### 日本

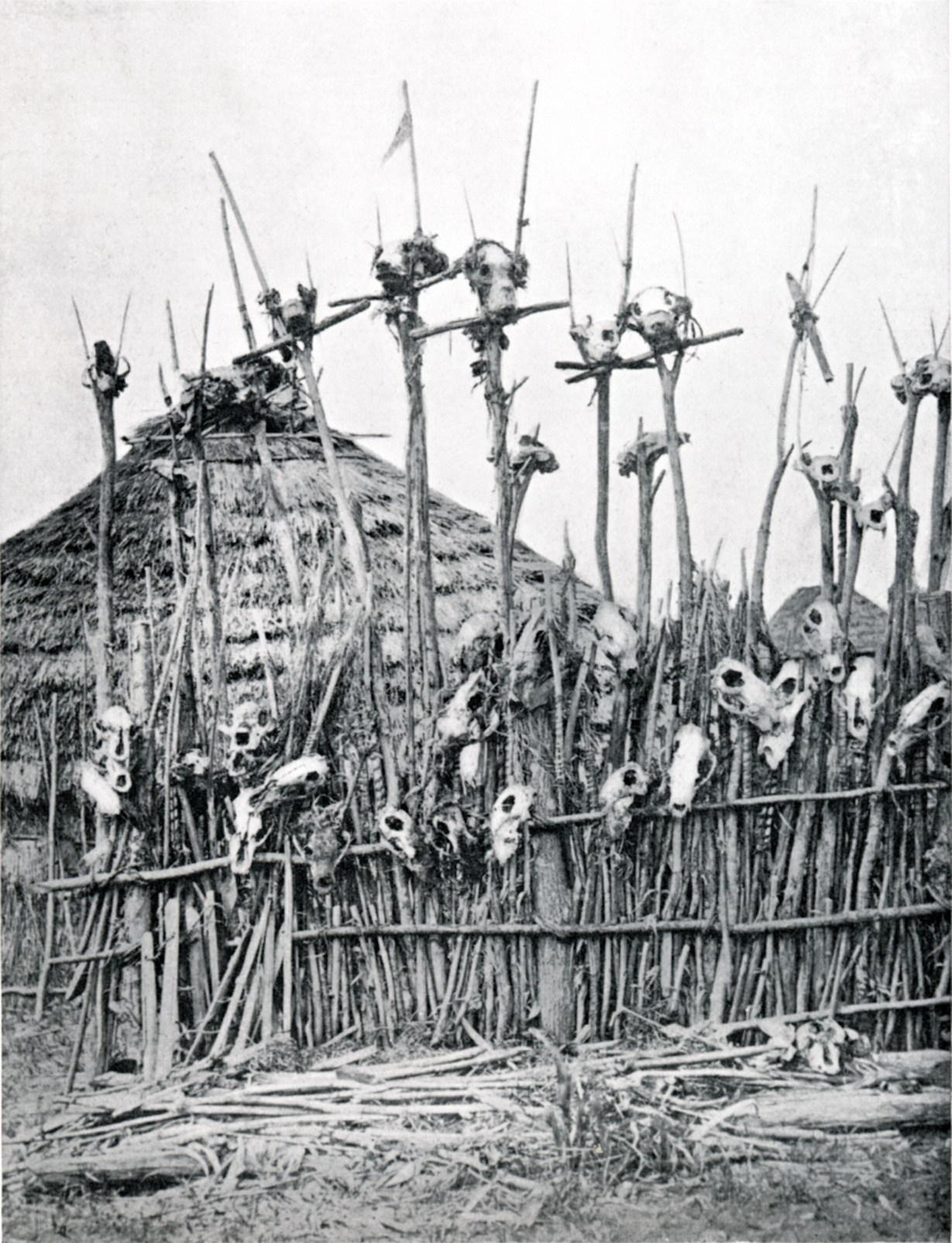
アイヌの祭壇「ヌサ」。熊の頭骨が祀られている。明治時代後期。

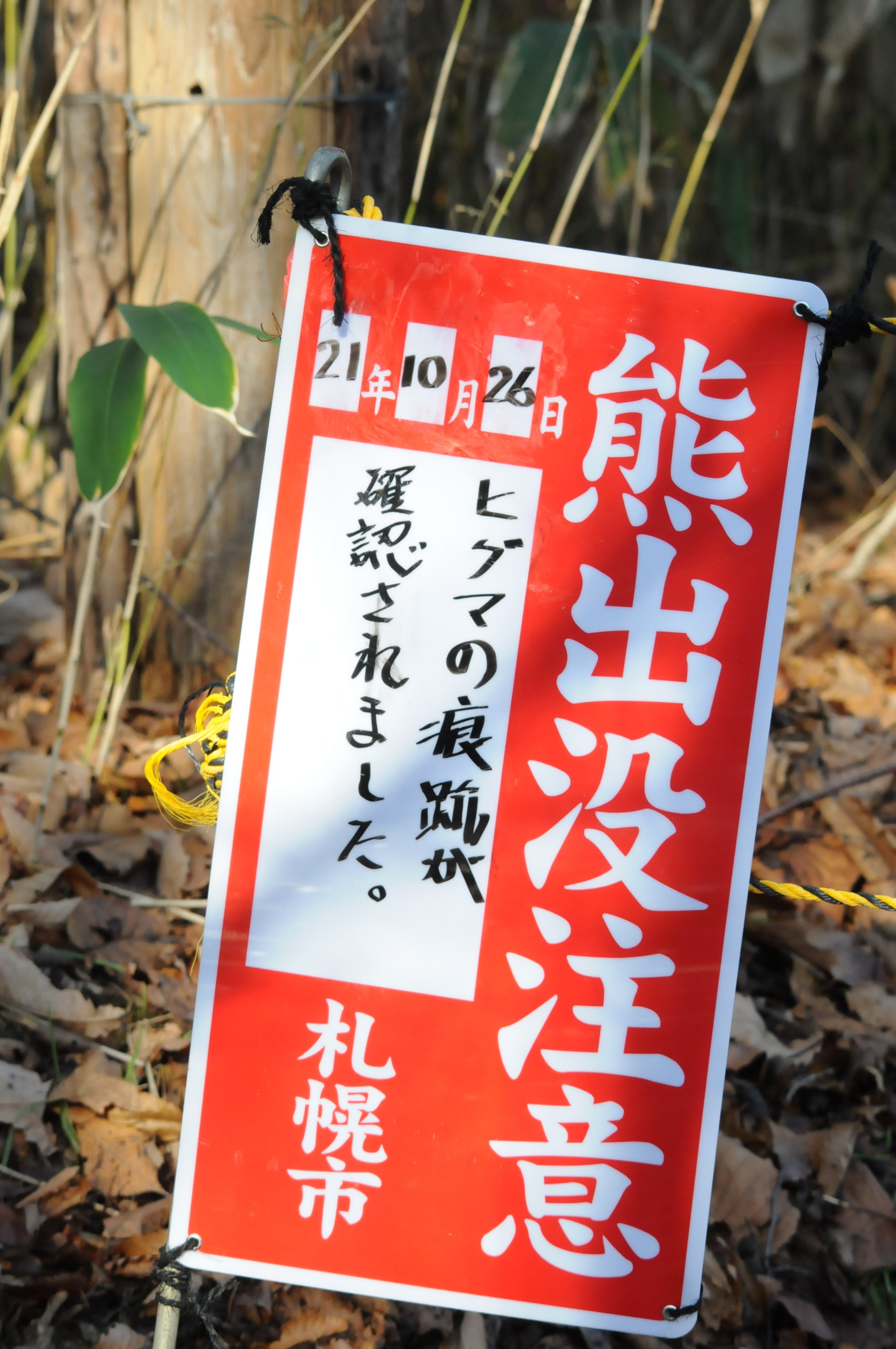
ヒグマの出没に注意を喚起する看板（札幌市）

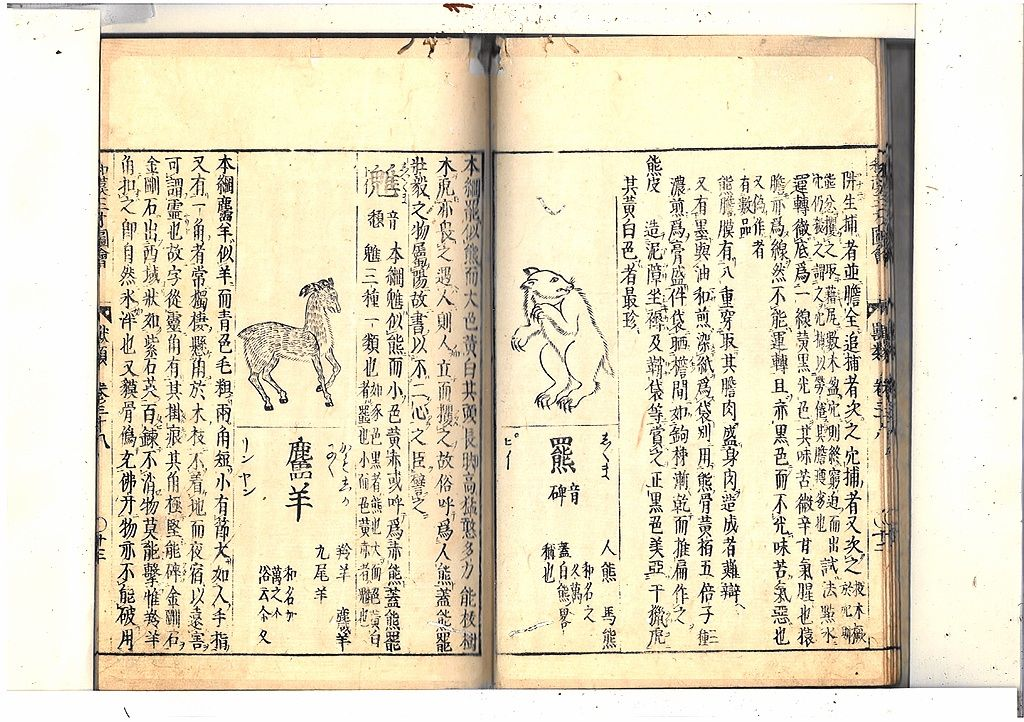
『和漢三才図会』に描かれたヒグマ（右頁）

ヒグマの毛皮は古くから交易品であり、『日本書紀』斉明5年（659年）条には、次のような記述が見られる。「来日した高句麗使人がヒグマの皮一枚を綿60斤で売ろうとしたが、日本側の市司（いちのつかさ）は笑って相手にしなかった。その後、使人は、高麗画師子麻呂の家を訪ねるが、官から借りたヒグマの皮70枚を敷き詰められて接待を受けたため、高値で売ろうとした事を恥じ、不思議に思った」。7世紀において、列島北方との交流をうかがわせるものであり、半島からの交易物による文化的優位性に対抗した話とみられる。
アイヌは、ヒグマやエゾタヌキなど狩猟の対象となる生き物を、「カムイが人間のために肉と毛皮を土産に持ち、この世に現れた姿」と解釈していた。その中でも特にヒグマをキムンカムイ（山の神）として崇め、猟で捕えた際は「自分を選んでたずねてきた」ことを感謝して祈りを捧げ、解体した後は頭骨にイナウを飾り付けて祀った。さらに春先の穴熊狩りで小熊を捕獲した際は、コタン（村）に連れ帰って一年間大切に育てることで「人間界の素晴らしさ」を伝え、毎秋にはイオマンテ（熊送り）と呼ばれる祭を催し、ヒグマの仔を殺すことで天に返した。人間に大切にもてなされた熊の霊に天上界で「人間界の素晴らしさ」を広めてもらい、それによって更に多くのカムイが人間界へ「肉と毛皮の土産」を携えて訪問することを期待するのである。人間を傷つけたヒグマはウェンカムイ（悪い神）とみなされる。熊狩りの際に重傷を負わされた場合、そのヒグマの肉や毛皮を利用はするものの、頭骨を祀ることはしない。人間を食い殺したヒグマを捕えた場合は、その場で切り刻んで放置し、腐り果てるにまかせる。アイヌの伝承において、エゾタヌキはヒグマの巣の近くに巣を作るが、なぜか捕食されないことから、ユーカラではヒグマの世話役として描かれる。
現代ではヒグマはキタキツネとともに、北海道観光の象徴的なマスコットとされ、アイヌが儀礼用の道具に彫るものから木彫りの熊まで幅広い商品がある。登別温泉などにあるクマ牧場のように観光用のヒグマ飼育施設まで存在する。そこではヒグマに芸を仕込んでいることもある。
同時に、野生ヒグマによる人や農漁業への被害、鉄道線路への侵入や列車との衝突事故も深刻であり、2021年度の死傷者数は12月時点で12人と、北海道庁が1962年度に集計を開始して以来の記録であった8人（1964年度）を上回り最悪となった。駆除の優先度も、エゾシカなどに比べて高い。その被害も農作物への被害（夕張メロンなど）から、家畜、畜産物、人的被害にまで及ぶ。明治時代には北海道で多数の人間が襲撃されており、苫前三毛別羆事件のように小規模な天災に匹敵する死者（7人死亡、3人重傷）を出すことすらある。また近年になって増加傾向にあり、遭遇事故だけでも年々増加してきている。
世界遺産となった知床半島において、観光客やカメラマンがヒグマを撮影しに多数訪れるようになり、ヒグマを至近距離から多人数で取り囲んだりするなどの行為が報告されるようになり、環境省や学識経験者などは、いずれは人身事故が起こりかねないとして、こうした危険行為を慎むよう警告している。
日本に限ったことではないが、人間が山中にごみをポイ捨てしたり、あまつさえ（攻撃性をあまり示さない）個体に餌を与えたりなどすることで、クマがヒトの食物の味を学習し、人に興味を持ったり人里に出ようとする事案が後を絶たない。保護団体ではエアソフトガン等で痛めつけてヒトの恐ろしさを学習させるなどして、山に帰るよう促しているが、それでも治らない個体は、自治体がハンター団体に依頼して殺処分される。そのような個体はいずれヒトを襲うようになる恐れがあるからである。北海道は道内のヒグマ生息数（平成24年度）を10,600頭±6,700頭と推定している。OSO18と呼ばれる個体は2019年から数年にわたって放牧された牛を捕食している。「山で一番怖いもの」「山の主人」との意味で、北海道では野性のヒグマは「山親爺」とも呼ばれる。
2022年4月、北海道庁は新たにヒグマ対策室を新設。同5月、ヒグマによる被害や出没状況に応じて「警報」や「注意報」を発出、住民に注意を呼びかける制度を始めた。2025年7月12日、福島町で新聞配達員の男性がヒグマに襲われて死亡した事故を受け、同町全域で強い警戒を促す「ヒグマ警報」が発出された。2022年5月に注意報や警報の制度ができて以来初めて。7月18日に同町で駆除されたヒグマ1頭が12日に新聞配達員の男性を襲い死亡させたヒグマと同一個体であると判明したため、19日に「警報」は解除されたが、目撃情報などから別の1頭が付近にいる可能性もまだ否定はできないとして「注意報」が出され注意が呼びかけられた。
2025年9月施行の改正鳥獣保護管理法においては、市町村の判断で市街地でも特例的に猟銃が使えるようになる（「緊急銃猟制度」）。従来は住宅密集地での猟銃の発砲は原則として禁止されており、ハンターは警察官の許可がなければ発砲できず、クマ被害への迅速な対応において課題とされていた。

### 北米
北米先住民にとって、ヒグマをはじめとするクマは畏敬と信仰の対象であった。プエブロ・インディアンの焼き物や宝飾品、ズニ族のフェティッシュと呼ばれる動物をかたどったお守りには、クマのモチーフが好んで用いられる。
北米では、絶滅の危機に瀕する種の保存に関する法律をはじめとする保護法の発効以来ヒグマの個体群数は回復の傾向にあるが、放牧業を営む畜農家との軋轢、拡大する住宅地、国立公園などでの観光客との接触、ハンターとの接触、交通事故など、人とヒグマとの共存は容易ではない。
ハイイログマの個体群は、アメリカ合衆国では絶滅危惧特別個体群（Threatened Distinct Population Segment）、カナダでは絶滅危機特別個体群（Endangered Distinct Population Segment）に指定され、連邦法と州法で保護されている。
- U. a. isabellinus

ワシントン条約附属書I類

## ヒグマが登場する作品

### 映画
- 『グリズリー』（1976年）
- 『リメインズ 美しき勇者たち』 （監督：千葉真一、1990年）
- 『プロジェクト・グリズリー』（1996年）
- 『ザ・ワイルド』（1997年）
- 『グリズリー・フォールズ』（1999年）
- 『ワイルドグリズリー』（2000年）
- 『グリズリー・プラネット』（2007年）
- 『グリズリー・レイジ』（2007年）
- 『グリズリー・パーク』（2008年）
- 『レヴェナント：蘇えりし者』（2015年）

### ドラマ
- TBSラジオ『羆嵐（くまあらし）』倉本聰 脚本、高倉健 主演。1980年
- TV『恐怖!パニック!!人喰熊 史上最大の惨劇　羆嵐』日本テレビ　降旗康男演出、小川英脚本、三国連太郎 主演。1980年

### 小説
- 『ファントム・ピークス』著 北林一光 角川書店
- 『羆嵐』（吉村昭 新潮文庫）
- 『シャトゥーン ヒグマの森』（作：増田俊也 宝島社）
- 『ウエンカムイの爪』（作：熊谷達也 集英社文庫）
- 『ちびっこひぐま』（作：ジョン・ショーエンヘール 偕成社）
- 『領主』（戸川幸夫） - 初出『オール讀物』1964年5月号。
- 『羆風（くまかぜ）』（戸川幸夫） - 初出『小説新潮』1965年8月号。
- 『文平とその仲間 第四話 羆荒れ（くまあれ）』（戸川幸夫） - 『北海タイムス』1975年1月25日 - 4月21日連載。
- 『魔王』（戸川幸夫） - 旺文社、1978年。『羆風』を少年向けにリライトしたもの。
- 『デンデラ』（佐藤友哉 新潮文庫）

### エッセイ
- 『どんべえ物語』（作：畑正憲 角川文庫）
- 『さよならどんべえ』（作：畑正憲 角川文庫）

### 漫画
- 『子熊ゴン』（作：中尾明、古城武司）1968年 - 1969年に『ぼくら』（講談社）で連載。
- 『シャトゥーン〜ヒグマの森〜』 （原作：増田俊也、作画：奥谷通教）2008年 - 2009年に『ビジネスジャンプ』（集英社）で連載。
- 『キムンカムイ』（作：三枝義浩）
- 『野性伝説』（原作：戸川幸夫、作画矢口高雄 月刊ビッグゴールド連載）
- 『くまみこ』（作：吉元ますめ、KADOKAWA「コミックフラッパーコミックス」）
- 『ゴールデンカムイ』（作：野田サトル、『週刊ヤングジャンプ』（集英社）連載）

### その他
- 舞台公演『羆嵐（くまあらし）』倉本聰 脚本。1986年
- 書籍『慟哭の谷―The devil’s valley』木村盛武著 共同文化社